# 鎌田翔平
鎌田 翔平（かまだ しょうへい、男性、1987年5月28日 - ）は、日本の空手家（極真空手参段）。富山県出身。国際空手道連盟 極真会館（館長・松井章奎）東京城東湾岸支部長。得意技は上段内回し蹴り。

## 来歴
富山県高岡市出身。
小学校1年生の時に武道経験者の父と松濤館空手を習い始める。
K-1でのフランシスコ・フィリォ選手の活躍やピーター・アーツ選手の豪快なKOをテレビで観て格闘家になる事を決意する。
小学校6年生の時に松濤館空手を辞め、極真会館富山支部（大島道場）へ入門。
高校2年生の時に全日本青少年大会で3位入賞。
20歳で上京。名門・極真会館東京城西支部（支部長・山田雅稔）へ移籍する。
先輩の森善十朗と切磋琢磨し、第41回全日本大会で敢闘賞、第42回全日本大会で8位入賞、第10回世界大会日本代表、第5回全世界ウェイト制・軽重量級準優勝と着実にキャリアを積んでいく。そして、全日本ウェイト制（第31回・第33回大会）・重量級にて悲願の優勝を果たす。
2016年、新たに改定されたI.K.O.ルール の下で開催された第48回全日本大会で初優勝を飾った。ちなみに東京城西支部から全日本王者が誕生したのは、第24回全日本で優勝した田村悦宏 以来、24年ぶりとなる。
2017年4月に開催された第6回全世界ウェイト制大会において、重量級の部で優勝。これで昨年の第31回全日本ウェイト制・第48回全日本無差別大会に続いて負け知らずの3連勝である。
2017年、2018年の全日本大会（無差別）では決勝まで上がるもあと一歩というところで準優勝となる。
3年間にわたり出場したすべての大会において決勝の舞台まで上がった実力者である。
2019年の世界大会を最後に選手引退（ベスト16）。
2020年4月1日より極真会館東京城西支部から独立し、東京城東湾岸支部の支部長に就任。
東京城西支部所属の頃から指導力には定評があり、ジュニアの全日本・世界王者を輩出している。
海外支部からの指導リクエストも多く、ロシア、チェコ、ポーランド、フランスにて演舞や指導の実績を持つ。

## ファイトスタイル
186ｃｍの長身をいかした破壊力とスピードのある蹴りを得意とする。
切れ味の鋭い上段蹴りを武器に数々の猛者を倒す姿からは大型猛禽類の鷲に例えられ、「城西の荒鷲」と異名がついた。

## 主な戦績（松井派主催）
- 2004年　第10回全日本青少年大会 高校重量級の部 3位
- 2005年　城西カップ 高校生の部 優勝
- 2006年　富士山杯一般上級重量の部 3位
- 2007年　第7回福井県大会 優勝
- 2007年　全日本ウェイト制軽重級 出場
- 2007年　関東錬成大会 重量級　準優勝
- 2008年　西関東地区全日本ウェイト制選抜大会重量級　準優勝
- 2008年　全日本ウェイト制重量級 ベスト8
- 2008年　全関東大会 4位
- 2010年　第42回全日本大会 8位入賞
- 2011年　第10回世界大会 日本代表
- 2012年　第29回全日本ウェイト制大会 軽重量級　準優勝
- 2013年　第5回全世界ウェイト制大会 軽重量級　準優勝
- 2014年　第31回全日本ウェイト制大会 重量級 優勝
- 2015年　第11回世界大会 日本代表
- 2016年　第33回全日本ウェイト制大会 重量級 優勝（2度目）
- 2016年　第48回全日本大会  優勝
- 2017年　第6回全世界ウェイト制大会 重量級 優勝
- 2017年　第49回全日本大会　準優勝
- 2018年　第50回全日本大会　準優勝
- 2019年　第12回全世界空手道選手権大会　日本代表　ベスト16